# عبيد الله بن الحكم
عبيد الله بن الحكم بن أبي العاص الأموي أمير أموي وقائد عسكري أبوه هو الصحابي الحكم بن أبي العاص، وأخوه مروان بن الحكم، وهو عم الخليفة عبد الملك بن مروان شهد معركة الربذة مع حبيش بن دلجة والحجاج بن يوسف الثقفي وقُتل فيها على يد الحنتف بن السجف التميمي عام 65 هـ وليس له عقب.

## نسبه
- هو: عبيد الله بن الحكم بن أبي العاص بن أمية بن عبد شمس بن عبد مناف بن قصي بن كلاب بن مرة بن كعب بن لؤي بن غالب بن فهر بن مالك بن قريش الأموي القرشي.[3]
- أمه هي: بنت منبه بن شبيل بن العجلان بن عتاب بن مالك بن كعب بن عمرو بن سعد بن عوف بن ثقيف بن منبه بن بكر بن هوازن بن منصور بن خصفة بن قيس عيلان بن مُضَر الثقفية.[4]